# Ames Corporation
Ames Corporation, vorher Carriage Woodstock Company, Ames Motor Car Company und Ames Body Corporation, war ein US-amerikanischer Hersteller von Automobilen.

## Unternehmensgeschichte
Frederick A. Ames gründete 1887 eine Reparaturwerkstatt in Owensboro in Kentucky. Ab 1904 ist die Firmierung Carriage Woodstock Company überliefert. 1910 begann die Produktion von Automobilen, die als Ames vermarktet wurden. Es gab eine Verbindung zu Vincent Hugo Bendix. 1912 erfolgte die Umfirmierung in Ames Motor Car Company. Jährlich entstanden etwa 600 Fahrzeuge. 1915 endete die Fahrzeugproduktion. Dafür fertigte das Werk nun bis 1925 Ersatz-Karosserien für das Ford Modell T. Die Firmierung lautete nun Ames Body Corporation und ab 1922 Ames Corporation. Von 1922 bis zur Übernahme durch Whitehall Furniture war das Unternehmen in der Möbelbranche tätig.

## Fahrzeuge
1910 gab es nur den Thirty. Er hatte einen Vierzylindermotor mit 30 PS Leistung. Der Radstand betrug 274 cm. Das Model No. 4 war ein Tourenwagen und das Model No. 5 ein Gentleman's Roadster genannter Roadster.
Dieses Modell war 1911 weiterhin als Tourenwagen und Roadster erhältlich. Dazu kam der Forty als Tourenwagen. Sein Vierzylindermotor leistete 40 PS. Das Fahrgestell hatte 302 cm Radstand.
1912 bestand das Sortiment aus drei Modellreihen. Das Model No. 32 kann als Nachfolger des Thirty angesehen werden. In Bezug auf den Motor und die zur Verfügung stehenden Aufbauten unverändert, war der Radstand auf 284 cm verlängert worden. Ähnlich verhielt es sich beim Model No. 42, der vom Forty den Motor übernahm. Auf das Fahrgestell mit 295 cm Radstand wurden nun sowohl Aufbauten als Tourenwagen als auch als Roadster montiert. Darüber rangierte das Model No. 52. Es hatte einen Sechszylindermotor mit 50 PS Leistung. Der Radstand betrug 315 cm. Er war nur als Tourenwagen erhältlich.
1913 gab nur den Forty mit einem 40-PS-Vierzylindermotor. Der Radstand betrug diesmal 300 cm. Das Model 44 war ein Roadster und das Model 45 ein Tourenwagen.
Das Model 45, auch Kentucky genannt, stand von 1914 bis 1915 im Angebot. Motor und Radstand entsprachen dem Vorjahresmodell. Überliefert sind ein Tourenwagen sowie ein Thoroughbred genannter Roadster.